# Aleksej Tichomirov
Aleksej Aleksandrovič Tichomirov (in russo Алексей Александрович Тихомиров?; Dzeržinsk, 2 giugno 1983) è uno schermidore russo.

## Palmarès
In carriera ha conseguito i seguenti risultati:
- Europei di scherma

Sheffield 2011: bronzo nella spada a squadre.